# 哈拉西米夫
48°45′8″N 25°12′22″E / 48.75222°N 25.20611°E
哈拉西米夫（羅馬化：Harasymiv）是烏克蘭西部的村落，隸屬伊萬諾-弗蘭科夫斯克州的伊萬諾-弗蘭科夫斯克區。該村面積28.8平方公里，2001年人口1,436，人口密度每平方公里49.8人。